# 灌雲県
灌雲県（かんうん-けん）は、中華人民共和国江蘇省に位置する省直轄の県であり、しばらくの間、連雲港市の代理管轄下に置かれている。

## 歴史
1912年（民国元年）、東海県より分割設置された。

## 行政区画
- 街道:侍荘街道
- 鎮:伊山鎮、楊集鎮、燕尾港鎮、同興鎮、四隊鎮、圩豊鎮、竜苴鎮、下車鎮、東王集鎮、図河鎮、小伊鎮
- 郷:南崗郷